# 187P/LINEAR
187P/LINEAR, też LINEAR 4 – kometa krótkookresowa, należąca do rodziny Jowisza.

## Odkrycie
Kometa została odkryta 12 maja 1999 roku w ramach programu obserwacyjnego LINEAR.

## Orbita komety i właściwości fizyczne
Orbita komety 187P/LINEAR ma kształt elipsy o mimośrodzie 0,16. Jej peryhelium znajduje się w odległości 3,7 j.a., aphelium zaś 5,21 j.a. od Słońca. Jej okres obiegu wokół Słońca wynosi 9,4 roku, nachylenie do ekliptyki to wartość 13,73˚.
Jądro tej komety ma rozmiary maksymalnie kilku km.